# Самсонов, Владимир Михайлович (1953)
Влади́мир Миха́йлович Самсо́нов (род. 20 апреля 1953, Калинин) — российский учёный, доктор физико-математических наук, профессор. С 2003 г. зав. кафедрой теоретической физики Тверского государственного университета.

## Биография
Родился 20 апреля 1953 г. в г. Калинин.
Окончил физический факультет Калининского государственного университета (1975, с отличием) и его аспирантуру.
С 1975 г. работает на кафедре общей физики КГУ (ТвГУ): лаборант, ассистент, старший преподаватель, доцент, профессор. С 2003 г. зав. кафедрой теоретической физики.
Доктор физико-математических наук (1993). Профессор (1995).
Основные научные направления — теория наносистем и их компьютерное моделирование, физика межфазных явлений.
В 1997—1999 гг. руководитель проекта Российского фонда фундаментальных исследований по компьютерному моделированию растекания микрокапель простых и полимерных жидкостей по твердой поверхности.
С 1998 г. член научного совета по коллоидной химии и физико-химической механике РАН.
Список основных публикаций — на сайте http://university.tversu.ru/person/739/

## Награды
- «Почётный работник высшего профессионального образования РФ» (2003).
- Заслуженный работник высшей школы Российской Федерации (2014)[1].